# 長福寺 (勝浦市)
長福寺（ちょうふくじ）は、千葉県勝浦市にある日蓮宗の寺院である。

## 概略
山号は光榮山。旧本山は大本山池上本門寺。旧寺格は紫金襴寺跡・中本寺。池上中道不二庵法類の神楽坂法縁に属する。

## 歴史
寺伝によると池上本門寺3世・大經阿闍梨日輪の弟子である随是院日契が延元2年（1337年）4月28日に創建したという。応永17年（1420年）1月に4世・日如が、日蓮の高弟である六老僧の一人で池上本門寺2世となった大国阿闍梨日朗作と伝わる七面大明神像を境内裏手の弁天峰頂上に遷座し七面堂を建立。これ以後上総七面山と呼ばれるようになった。慶長3年（1598年）、初代大多喜藩主・本多忠勝によって行われた検地の結果、除地として21間×9.5間（約215坪）が、除地抱え山として200間×50間（約6000坪）が、それぞれ認められた。

## 伽藍・境内
- 本堂

享保5年（1720年）・弘化3年（1846年）の再建を経て、現在の本堂は昭和42年（1967年）に再建されたもの。堂内の本尊は一塔両尊四士形式。
- 祖師堂

享保5年（1720年）・慶應3年（1868年）の再建を経て今日に至る。
- 七面堂

開山・日契の持仏であった大国阿闍梨日朗作と伝わる七面大明神像を安置している。この像は七面山敬慎院に祀られている七面大明神像と同木で作られたもの（一木二体）と伝えられている。4月19日に一度開帳され大祭が営まれる。
- 鐘楼

宝永3年（1706年）10月に建立。昭和28年（1953年）に再建され今日に至る。
- 庫裡

弘化3年（1846年）に建立。昭和45年（1970年）5月に改築され今日に至る。
- 信徒会館

平成28年（2016年）に建立。

## 旧末寺
日蓮宗は1941年（昭和16年）に本末を解体したため、現在では旧本山・旧末寺と呼びならわしている。
- 大本山 長栄山本門寺（東京都大田区池上）
  - 本門寺 末：光榮山長福寺（千葉県勝浦市杉戸）
    - 長福寺 末：福受山妙盛寺（千葉県勝浦市佐野）
    - 長福寺 末：長光山圓蔵寺（千葉県勝浦市杉戸）－ 現存せず[1]
    - 長福寺 末：光福山妙蔵寺（千葉県勝浦市杉戸）－ 現存せず[2]

## 行事

### 年中行事
- 1月1日　新年初詣
- 2月3日　節分会
- 3月中日　春季彼岸会
- 4月19日　七面山大祭
- 8月16日　施餓鬼会
- 9月中日　秋季彼岸会
- 11月16日　宗祖御会式
- 12月31日　除夜の鐘

### 月例行事
- 毎月19日　七面山例祭

## 交通
JR東日本外房線勝浦駅から約10km・車で約10分

## 脚註
1. ↑  17世・日正が著した古記録（承応2年（1653年）2月付）によれば、7世・唯教院日圓が寛正3年（1462年）に別當社・八幡宮（現在の八幡神社）境内隣接地に建立したという。
2. ↑  17世・日正が著した古記録（承応2年（1653年）2月付）によれば、8世・一乗院日妙が文明18年（1479年）に境内の「寛端屋敷」と呼ばれる地に建立したという。